# L'uomo dagli occhi a raggi X
L'uomo dagli occhi a raggi X (X: The Man with the X-ray Eyes) è un film di fantascienza del 1963 diretto e prodotto da Roger Corman.

## Trama
Il dottor Xavier inventa un composto chimico che una volta introdotto negli occhi gli permette di vedere attraverso i corpi solidi. Dopo aver cercato inutilmente di convincere i suoi colleghi che l'invenzione potrebbe venir impiegata con successo per scopi diagnostici, Xavier ha un violento diverbio col dottor Brant e involontariamente lo uccide.
Ricercato dalla polizia, Xavier assume una falsa identità e si nasconde in un luna park, dove si guadagna da vivere come indovino. Il siero (che egli continua ad assumere) gli permette infatti di scoprire gli oggetti che i visitatori tengono nelle tasche e di leggere brevi messaggi con gli occhi bendati. Crane, l'avido impresario organizzatore di questa attrazione, propone a Xavier di seguirlo in città per sfruttare la sua dote visitando le persone povere che non possono permettersi costosi esami clinici. Vivranno così delle offerte dei malati.
Un giorno Xavier viene raggiunto dalla dottoressa Fairfax, sua collega di un tempo, e decide di andarsene con lei. Rimasto quasi senza soldi, il dottore entra in una casa da gioco e grazie alla sua capacità di vedere le carte coperte vince una grossa somma di denaro; ma i sospetti del direttore del casinò lo costringono a fuggire nuovamente.
La sua vista a raggi X, sempre più formidabile, distorce e cancella progressivamente il mondo che lo circonda e Xavier è ormai incapace di condurre una vita normale. Durante un inseguimento della polizia s'imbatte in un predicatore, al quale racconta la paurosa visione che ha avuto di ciò che esiste al di là della realtà materiale e il predicatore comprende che egli ha visto la fonte del male supremo. Incitato dal religioso, che gli recita un verso della bibbia: se il tuo occhio ti scandalizza, cavalo, il dottor Xavier infligge a sé stesso un'orribile punizione ed infine si cava gli occhi a mani nude, liberandosi dalla vista malefica che lo stava portando alla pazzia, venendo raggiunto in quello stesso momento dalla dottoressa Fairfax.

## Produzione
Girato con un budget limitato di circa 250.000 dollari fu il primo film a colori di Roger Corman (regista e produttore) girato in Spectarama.

## Accoglienza

### Critica
Gran parte degli effetti ottici sono artigianali ma abili trucchi di montaggio [...] rendono allo spettatore le allucinate visioni del protagonista.»
(Fantafilm)

## Premi
Il film vinse il trofeo "Astronave d'argento" del 1963 al primo Festival internazionale del film di fantascienza di Trieste.